# فقير

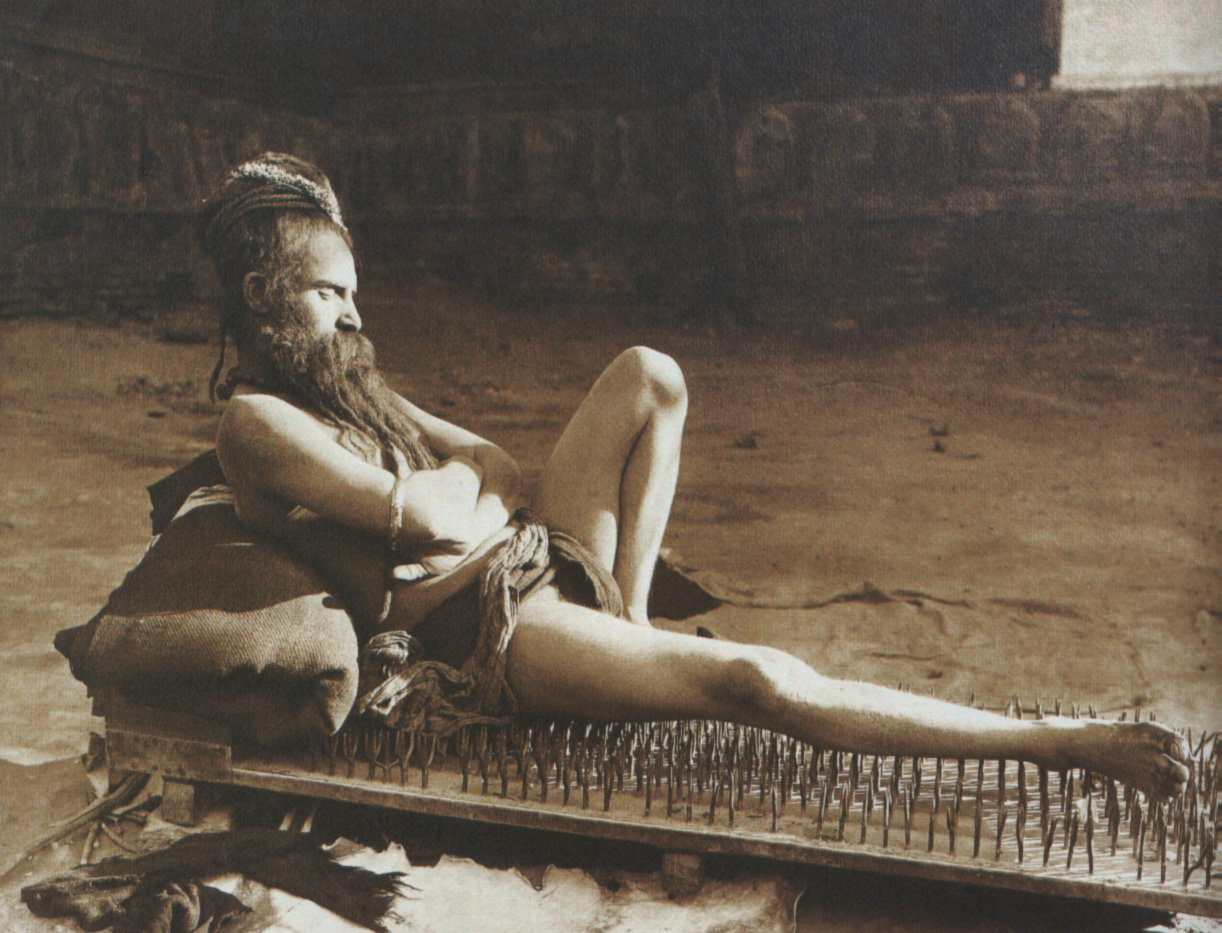
رجل هندي فقير جالس على منضدة المسامير.

## تعريف

### الفَقِيرُ لغةً
الفَقِيرُ - فَقِيرُ:
الفَقِيرُ : المكسُورُ الفَقارِ.
و الفَقِيرُ مَخْرَجُ الماء من القناة.
و الفَقِيرُ من الناس: من لا يملك إِلاَّ أقل القُوت.
و الفَقِيرُ الواحدُ ممن يُسمَّونَ بالدَّراويش . والجمع: فقراء، وفُقُرٌ.المعجم الوسيط

### الفَقِيرُ شرعاً
الفَقِيرُ الذي لا مال له والعاجز عن دفع مايؤمن لقمة العيش له أو سد حاجته.
اقتصادياً الفَقِيرُ من يعيش تحت حد الفقر.
ولفظة فقير في الهند تطلق على زهاد يستعملون تمتمات مقدسة صوفية إسلامية أو هندوسية. والصورة النمطية للفقير هو أن يمضي حياته شبه عار، ويمشي حافي القدمين على الجمر المتقد، وينام على سرير من المسامير، ويرتفع جالساً في الهواء، ولا يأكل ولا يشرب. وهؤلاء الزهاد يقلدهم الكثير من متسولي الشوارع البسطاء في الهند وباكستان مما جعل كلمة فقير تدخل لغتي الأوردو والهندية كمرادف لـ:متسول.
قال النووي:
«الفقير وهو الذي لا مال له ولا كسب، يقع موقعا من حاجته، فالذي لا يقع موقعا، كمن يحتاج عشرة ولا يملك إلا درهمين أو ثلاثة، فلا يسلبه ذلك اسم الفقير.
وكذا الدار التي يسكنها، والثوب الذي يلبسه متجملا به، ذكره صاحب التهذيب وغيره.
ولو كان عليه دين؛ فيمكن أن يقال: القدر الذي يؤدى به الدين لا عبرة به في منع الاستحقاق، كما لا عبرة له في وجوب نفقة القريب، وكذا في الفطرة كما سبق.
وفي فتاوى صاحب التهذيب: أنه لا يعطى سهم الفقراء حتى يصرف ما عنده إلى الدين. قال: ويجوز أخذ الزكاة -لمن ماله على مسافة القصر- إلى أن يصل إلى ماله، ولو كان له دين مؤجل؛ فله أخذ كفايته إلى حلول الأجل.
لا يشترط في الفقر الزمانة والتعفف عن السؤال على المذهب، وبه قطع المعتبرون، وقيل: قولان الجديد: كذلك ، والقديم: يشترط».

## الفرق بين الفقير والمسكين
الفقراء والمساكين صنفان من الأصناف الثمانية، في مصارف الزكاة، وكلاهما بحاجة إلى مؤنة، والفقراء أشد حاجة؛ لأن الله بدأ بهم والعرب إنما تبدأ بالأهم فالأهم ولأن الله قال: ﴿أما السفينة فكانت لمساكين يعملون في البحر﴾، فأخبر أن لهم سفينة يعملون بها ولأن النبي محمد استعاذ من الفقر وقال: «اللهم أحيني مسكينا وأمتني مسكينا واحشرني في زمرة المساكين». رواه الترمذي فدل على أن الفقراء أشد فالفقير من ليس له ما يقع موقعا من كفايته من مكسب ولا غيره والمسكين الذي له ذلك فيعطى كل واحد منهما ما تتم به كفايته.